# 客引き

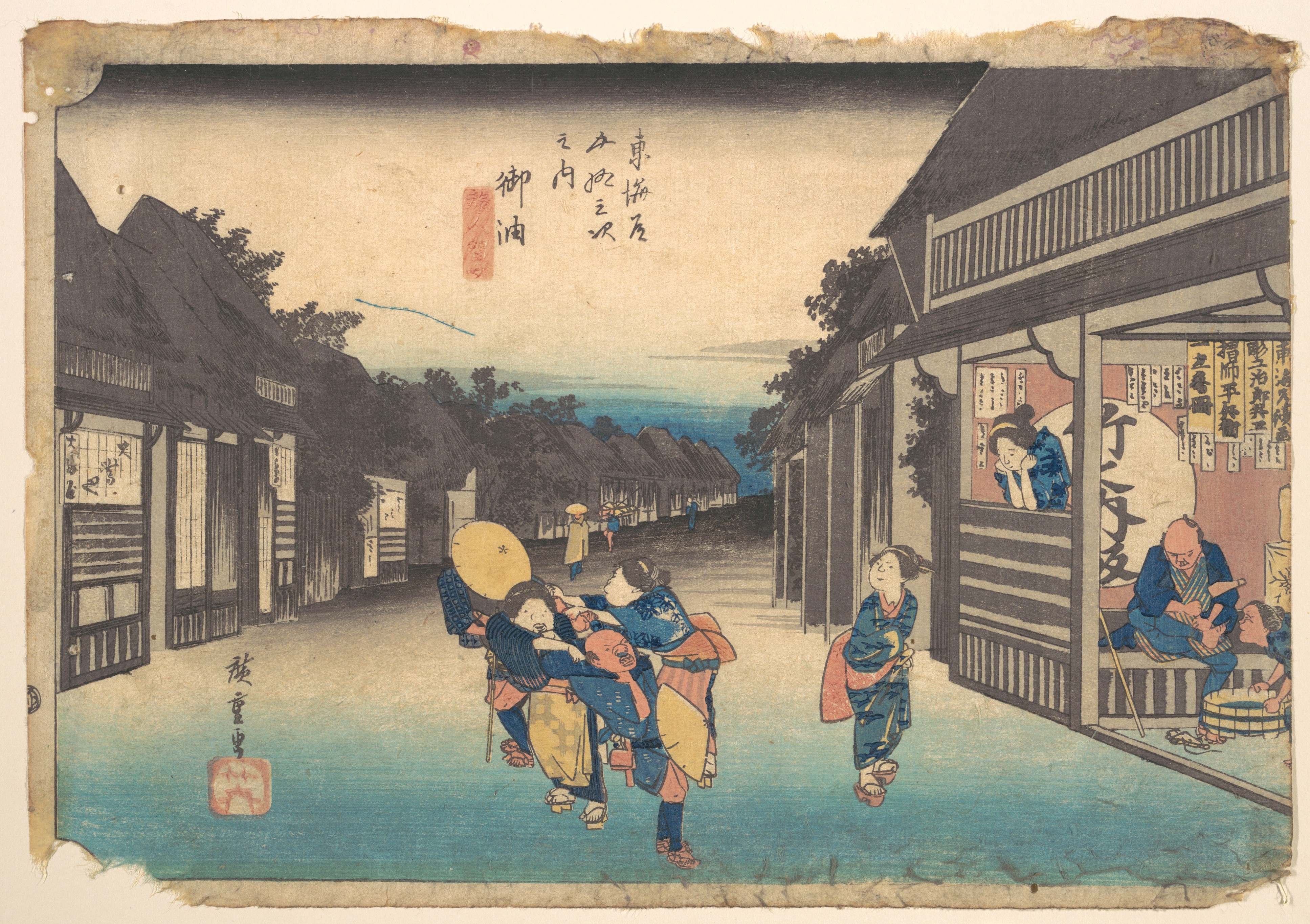
旅籠へ客引きする留女たち
（『東海道五十三次』より 御油 旅人留女 / 歌川広重 作）

客引き（きゃくひき）とは、顧客として自分たちの店に勧誘すること。キャッチとも言われる。現代の日本ではぼったくり店舗への誘導が多く、路上でのキャッチ行為は、違法行為として処罰対象になっている。風俗などへの路上勧誘行為はスカウトと言われ、同様に処罰対象になっている。

## 日本の法規制
風俗営業法では、第22条で風俗営業を営む者が「当該営業に関して客引きをすること」「当該営業に関し客引きをするため、道路その他公共の場所で人の身辺に立ちふさがり、又はつきまとうこと」を禁止し、違反者には同法第52条で6月以下の懲役若しくは100万円以下の罰金に処し、又はこれを併科が規定されている。
営業者自身が行う場合に限らず、従業員や営業者から依頼を受けた者が行う場合も、この法規制の対象であるが、営業者から独立して自らの仕事として客引きを行う者については、この法規制の対象外である。同法には客引きに定義規定はないが、行政解釈としては「相手方を特定して営業所の客となるように勧誘すること」と解されている。
裁判においては、かつて地方自治体の風俗営業等取締法施行条例で規定された「客引をし、又はさせないこと」に違反した風俗営業者が起訴されたことに関する1979年9月13日の東京高裁判決で「客引」を「風俗営業の営業者が、自ら又はその使用人その他の従業員をして、相手方を特定し、その営業所の客として遊興飲食をさせるため勧誘」と解されるとした。

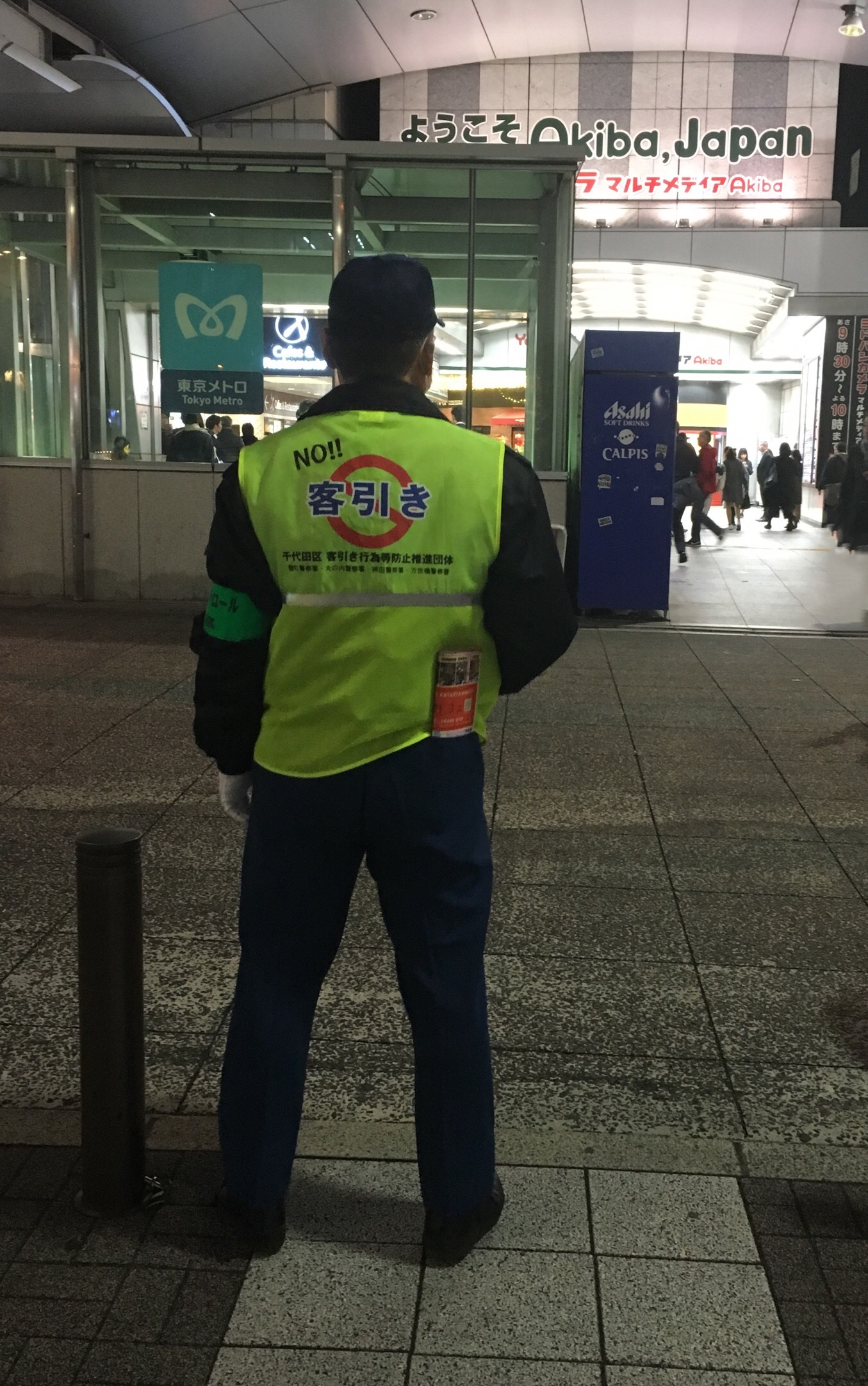
客引き反対警備員、秋葉原にて

各地方自治体の迷惑防止条例でも、公共の場所での客引きが規制され、違反者には罰則が規定されている。東京都の条例では「わいせつな見せ物、物品若しくは行為又はこれらを仮装したものの観覧、販売又は提供について」「異性による接待をして酒類を伴う飲食をさせる行為又はこれを仮装したものの提供について」「人の身体又は衣服をとらえ、所持品を取りあげ、進路に立ちふさがり、身辺につきまとう等執ように」という形の客引きをしてはならないとしている。また、公安委員会が指定する区域内の公共の場所において、客引きを行う目的で、公衆の目に触れるような方法で客引きの相手方となるべき者を待つことを禁止している。客引きを制限する条例は年々、行為の制限や罰則等が強化される傾向にある。2019年に改正された宮城県仙台市の条例では、3回摘発されると氏名が公表されることとなっている。
軽犯罪法では「他人の進路に立ちふさがって、若しくはその身辺に群がって立ち退こうとせず、又は不安若しくは迷惑を覚えさせるような仕方で他人につきまとうこと」を禁止し、客引きの際にこの条文に違反した者には、拘留又は科料が規定されている。
従来、客引きの中には個人営業主（街娼など）や特定の飲食店、風俗店などと雇用、報酬契約等を結ばないフリーの客引きがおり、単に道案内しただけと主張すれば、客引き本人や店側を罰することができなかった。しかし2010年代以降は各地の条例（後述）が改正され、特定区域内では待機しただけでも罰せられるようになるなど、フリーの客引きの摘発が可能になりつつある。

### 客引き行為禁止を盛り込んだ条例の例
- 新宿区公共の場所における客引き行為等の防止に関する条例（2013年東京都新宿区）[9]
- 大阪市客引き行為等の適正化に関する条例（2014年大阪府大阪市）[10]
- 京都市客引き行為等の禁止等に関する条例（2015年京都府京都市）[11]
- 立川市客引き行為、勧誘行為、客待ち行為、つきまとい行為及びピンクちらしの配布等の防止に関する条例（2015年条例改正 東京都立川市）[12]
- 川崎市客引き行為等の防止に関する条例（2016年神奈川県川崎市）[13]
- 港区客引き行為等の防止に関する条例（2017年東京都港区）[14]
- 名古屋市の客引き行為等禁止条例（2018年愛知県名古屋市）[15]